# مبخر معزول الفراغ

رسم تخطيطي يوضح مكونات نظام المبخر المعزول الفراغ.

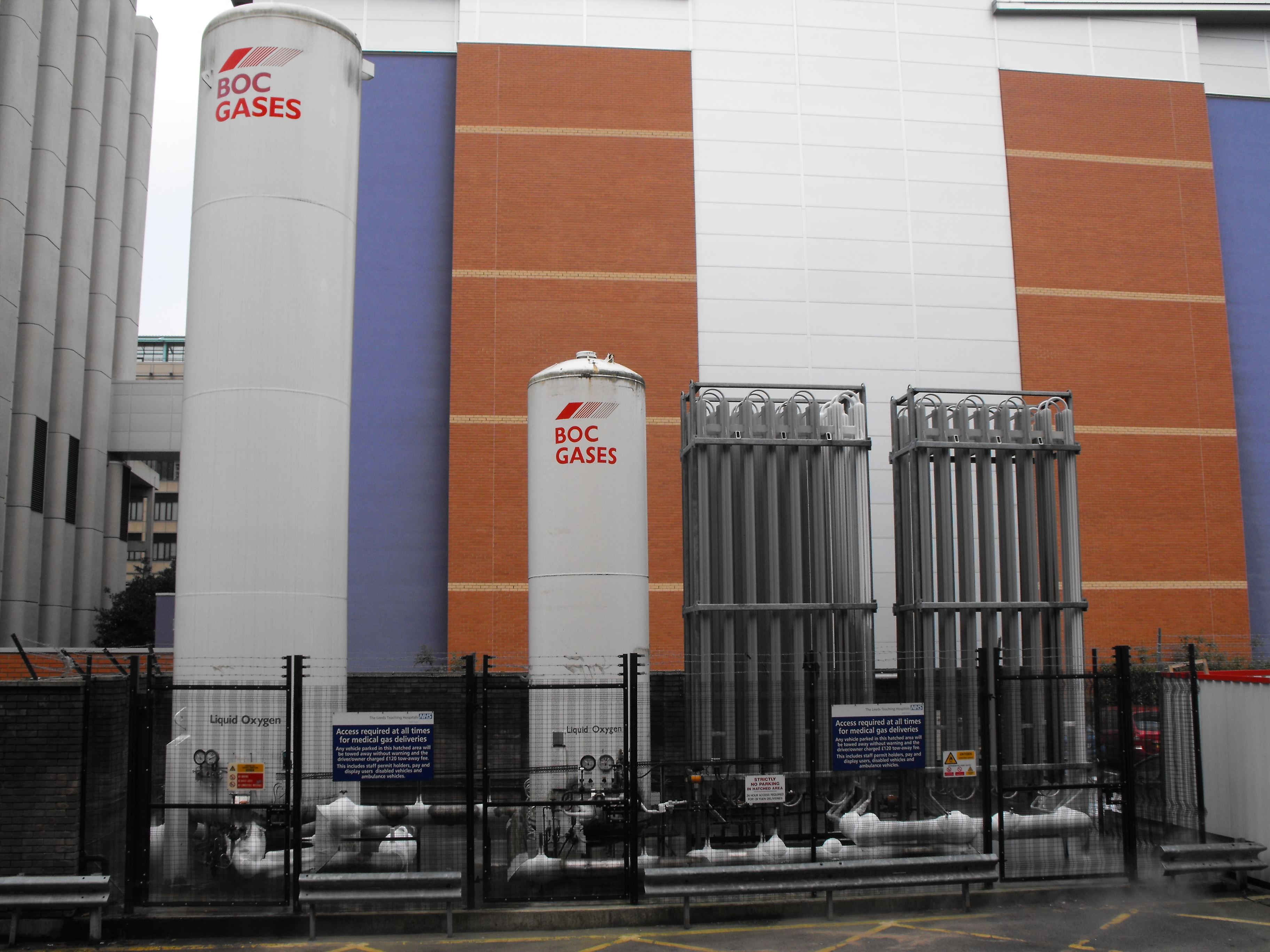
صورة توضح نظام المبخر المعزول الفراغ.

المبخر المعزول الفراغ (بالإنجليزية: Vacuum insulated evaporator)‏ هو شكل من أشكال أوعية الضغط التي تسمح بتخزين السوائل عالية التبريد بكميات كبيرة مثل الأكسجين والنيتروجين والأرجون بغرض استخدامها في تطبيقات طبية وصناعية. 
يهدف العزل الفراغي إلى منع انتقال الحرارة بين الجدار الداخلي للمبخر وبين الغلاف الجوي المحيط، حيث أنه بدون وجود عزل فراغي فعال فإن السائل المخزن يسخن بسرعة ويخضع لعملية تحول طوري لصورة غازية، فيزداد حجمه بشكل كبير مما قد يؤدي إلى فشل كارثي في المبخر بسبب زيادة الضغط، ولمقاومة حدوث ذلك يُثبت في المبخر صمام أمان للضغط. 
يجب أن تظل درجة حرارة محتوى المبخر ضمن حدود درجة الحرارة الحرجة أو أقل منها حتي يبقى هذا المحتوي في صورته السائلة، وتُعتبر درجة الحرارة الحرجة للأكسجين (-118) درجة مؤوية، وبزيادة درجة الحرارة فإن رفع الضفط ينتج عنه ما يُعرف باسم مائع فوق حرج. 

## ميزات السلامة الإلزامية
لتجنب انفجار المبخر وغيره من الإحداث الخطيرة فإنه يجب إبقائه في مكان مفتوح وبدون أسلاك تمر من فوقه، وذلك لمنع الشرارة المتطايرة من اشتعال المواد المحيطة، والتي يمكن أن تحترق بسهولة بسبب وجود الأكسجين السائل، كما أنه يجب أن يحيط بالمبخر سياج مصنوع من مواد غير قابلة للاحتراق، كما يُحظر بالقرب منه عادة كل من انتظار السيارات، ووجود مصادر لهب، والتدخين، وغيرها من الأنشطة الخطرة الأخرى. 